# ジャガー・XJR-5

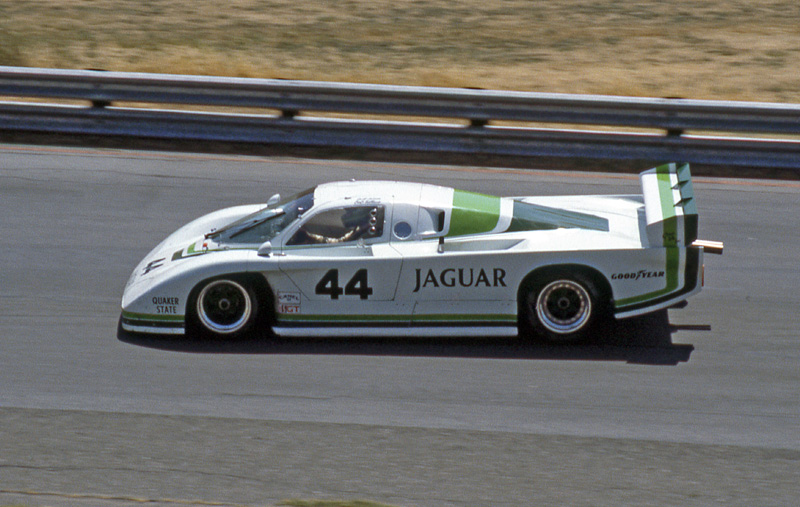
シアーズ・ポイント・レースウェイを走行するXJR-5（1983年）

ジャガー・XJR-5はIMSA-GTP参戦用にグループ44が製作したプロトタイプレーシングカーである。デザイナーはリー・ダイクストラ。

## 概要
かつてジャガー・EタイプでSCCA(Sports Car Club of America)の地方選手権に参戦し、ジャガー・XJSでトランザム（Trans-Am ）シリーズに参戦した経験を持つボブ・トゥリウス率いるグループ44レーシングは1982年1月にIMSAへの挑戦を決定し、GTPカテゴリ用レース車両の開発を始めた。トゥリウスはジャガーからの協力を取り付け、XJ-SのV型12気筒エンジンが提供された。名称はグループ44の開発した5台目のレース用ジャガーであったことからXJR-5と命名された。
エンジンは5.3リットルのV型12気筒、トランスミッションとともにフレームの一部として活用するモノコックシャシが採用された。ボディーはロッキードの風洞実験室で開発が進められた。1983年から6リットルエンジンが搭載された。
ジャガー本社が強い興味を持ったため1983年5月にジャガーに送られデレック・ベルによるテスト走行が行われ、この結果が良かったため1984年4月にジャガーとしては27年ぶりとなる、1984年のル・マン24時間レースへの参戦が発表された。この年は予選19位決勝リタイヤで終わったものの、一時は5位を走行してジャガー社内のル・マン24時間レースへの思いを急速に盛り上げ、ジャガーはトム・ウォーキンショーにグループCでのスポーツカー世界選手権（WEC）参戦を委託、1985年の後半から実際に参戦を始め、これがジャガー・XJR-9LMによる1988年のル・マン24時間レース優勝につながった。

## 戦績
初戦は1982年8月のロード・アメリカで、3位入賞。1983年4月にはロード・アトランタで初優勝した。1983年は計4勝をあげ、チームオーナー兼ドライバーのボブ・トゥリウスはドライバー部門ランキング2位となった。翌1984年も好成績が期待されたが、ポルシェがポルシェ・962を投入、圧倒的な性能でシリーズを席捲してしまい、マイアミでの1勝にとどまった。1985年もポルシェに対して苦戦を強いられ、ロード・アトランタでの1勝に終わった。1986年以降は改良型であるジャガー・XJR-7が投入された。
1984年のル・マン24時間レースは予選19位、決勝リタイヤ。
1985年のル・マン24時間レースは2台中1台が11気筒になりながらも13位完走。